# ASTE
ASTE (англ. Atacama Submillimeter Telescope Experiment, атакамський субміліметровий телескопічний експеримент) — радіоантена діаметром 10 метрів, створена компанією Mitsubishi Electric як прототип для радіоінтерферометра ALMA.
ASTE був розгорнутий на своєму місці в Пампа-ла-Бола, поблизу Серро-Чахнантор і обсерваторії плато Чахнантор на півночі Чилі. Середньоквадратична точність поверхні антени становить 19 мкм. Телескопом можна дистанційно керувати з кількох місць через супутникове з'єднання та інтернет. Він управляється Національною астрономічною обсерваторією Японії та Токійським університетом, Нагойським університетом та Університетом префектури Осака у співпраці з Чилійським університетом.
Спочатку телескоп працював на частоті 240 ГГц з використанням решітки болометрів у фокальній площині, а в 2018 році телескоп був обладнаний системою гетеродинного приймача, що працює на частотах 345 ГГц і 460 ГГц.